# Осподаревская
Осподаревская — деревня в Вожегодском районе Вологодской области.
Входит в состав Тигинского сельского поселения, с точки зрения административно-территориального деления — в Тигинский сельсовет.
Расстояние по автодороге до районного центра Вожеги — 21 км, до центра муниципального образования Гридино — 1 км. Ближайшие населённые пункты — Щеголиха, Малая, Пожар, Петровка, Левинская, Гридино, Дровдиль.
По переписи 2002 года население — 42 человека (21 мужчина, 21 женщина). Всё население — русские.